# 安井算知
（1617年—1703年），日本圍棋棋手，生於京都山城國，本姓不詳，為第一世安井算哲的門徒。

## 生平
自幼即天資聰穎，十二歲就被將軍召見，授予俸祿成為職業棋士，之後成為算哲的養子，改名安井算知。但是之後算哲老年得子算哲二世（小算知22歲），兩人為繼承人之位互相競爭，最後算哲二世自知不敵而改學天文、數學，於是算知在1640年代算哲一世自薦名人遭駁回而退休後繼任為第二世安井家家督，安井家正式誕生。
算哲一世自薦名人失敗而退休後，不斷勉勵算知「打倒本因坊、奪碁所」，而將大六歲的本因坊算悅視為勁敵，苦練多年後在安排下與算悅對局卻遭大敗。在1653年時天皇感於名人虛度十三年，御城碁因此停頓了十三年（因為剛開始的御城碁皆由碁所排定），所以指定算悅、算知作六番爭碁（為史上第一次爭碁），以每年御城碁作決戰比賽，共六年，勝負如下：
1. 1645年算知　黑中盤勝
2. 1646年算悅　黑九目勝
3. 1647年算知　黑六目勝
4. 1648年算悅　黑11目勝
5. 1649年算知　黑11目勝
6. 1653年算悅　黑六目勝

從結果可以看出，兩人皆是拿黑則勝（因為沒貼目黑棋約有五目左右的開盤優勢），實力實在是伯仲之間，所以碁所仍是虛設著，下完爭碁後五年算悅就去世了，傳位給本因坊道悅。
算悅死後十年後，突然官方宣布算知為新任名人並就任碁所，為首位碁所，算知為了扶植支持自己的勢力，而將自己的門徒（本名不詳）承襲了剛去世的林門入齋的俸祿，是為第二世林門入，林家正式成立，圍棋四大家在此時完成。
但是從算悅死後至就任名人前，算知都沒跟本因坊道悅對局，引起道悅不滿，而提出爭碁，算知與元老們（棋界事宜多由元老決定）關係良好，對此局甚為不然，於是道悅在「輸了就要流放邊疆」的威脅下，坚持展開二十番碁。争棋棋份定为讓先，以「假和」为第一局，之後勝負如下：
1. 1668年和局
2. 1669年道悅　黑五目勝
3. 1669年和局
4. 1669年和局
5. 1669年道悅　黑五目勝
6. 1669年算知　白四目勝
7. 1669年道悅　黑二目勝
8. 1669年道悅　黑五目勝
9. 1669年和局
10. 1669年道悅　黑三目勝
11. 1669年算知　白九目勝
12. 1669年算知　白四目勝
13. 1670年道悅　黑中盤勝
14. 1670年道悅　黑六目勝
15. 1670年道悅　黑12目勝
16. 1670年道悅　黑一目勝

至此，道悅多贏了六盤，依照規定，算知被降級，手合改為先相先（兩盤道悅黑，再一盤算知黑）。
1. 1671年道悅　黑九目勝
2. 1672年道悅　黑六目勝
3. 1673年算知　黑三目勝
4. 1676年道悅　黑13目勝

二十番碁至此结束，算知通算以4胜4和12负失利，被降了一級，於是將名人碁所讓出而退休，傳位給自己的兒子知哲（一說知哲為古算哲的三子）。原本道悅照理可以就任碁所，但是從內容上來看，道悅仍略遜算知一籌是不可否定的，後世多認為算知乃敗在當時的跡目本因坊道策之手，时道策雖為道悅之徒，但棋力早已超过道悅。算知退休後，享有退休金，且仍繼續出賽御城碁，1713年去世，葬於本因坊家的寂光寺（之後安井家死後是葬於淨心寺）。為了與安井家第九世家督區別，多稱第二世安井算知為算知名人，第九世安井算知為俊哲算知。

## 外部連結
日本圍棋故事